# Hans-Josef Hellingrath
Hans-Josef Hellingrath (* 8. Dezember 1940 in Neuss; † 26. Januar 2021 ebenda), gerufen „Jupp“, war ein deutscher Fußballspieler. Von 1966 bis 1973 absolvierte er für Fortuna Düsseldorf und Hannover 96 in der Fußball-Bundesliga 229 Spiele und erzielte dabei vier Tore.

## Laufbahn

### Jugend und Amateur, 1955 bis 1961
Hellingrath begann seine Laufbahn 1955 in der Jugend des DJK Rheinkraft. 1958 wechselte er zum im VfR Neuss, bei dem er bis 1961 spielte.

### Oberliga und Regionalliga West, 1961 bis 1966
Nachdem Hans-Josef Hellingrath mit seinem Heimatverein VfR Neuss in der Saison 1960/61 den Aufstieg in die Verbandsliga Niederrhein erreicht hatte, nahm er das Angebot von Fortuna Düsseldorf an, zur Runde 1961/62 Vertragsspieler in der Oberliga West zu werden. Bereits am ersten Spieltag, den 6. August 1961, beim 3:3 gegen den TSV Marl-Hüls, debütierte „Jupp“ als Halbrechts bei Fortuna in der Oberliga West. Die Fortunen belegten den neunten Rang und der Neuzugang aus Neuss hatte in 15 Spielen drei Tore erzielt. Auch im letzten Jahr der Oberliga, 1962/63, hatte er mit 16 Spielen die fast gleichen Einsatzzeiten. Am letzten Oberligaspieltag, den 11. Mai 1963, hatte er es als linker Verteidiger beim Heimspiel gegen Schalke 04 mit dem Talent auf Rechtsaußen, Reinhard Libuda, zu tun. Da Düsseldorf nicht zur Runde 1963/64 für die neue Fußball-Bundesliga nominiert worden war, ging es nun für Hellingrath und seine Mannschaftskameraden in der Regionalliga West um die Punkte. In den ersten zwei Runden belegte Düsseldorf jeweils den dritten Rang. Im dritten Anlauf holte die Mannschaft von Trainer Kuno Klötzer in der Runde 1965/66 die Meisterschaft vor Rot-Weiss Essen und Aachen und zog damit in die Aufstiegsrunde ein. Fortuna setzte sich mit dem Verteidigerpaar Hellingrath und Wünsche gegen den punktgleichen FK Pirmasens durch und stieg in die Bundesliga auf. „Jupp“ Hellingrath hatte in den drei Runden 89 Spiele mit fünf Toren in der Regionalliga West absolviert.

### Bundesliga, 1966 bis 1973
Fortuna eröffnete am 20. August 1966 die Bundesligarunde 1966/67 mit einem 2:1-Auswärtssieg über Borussia Dortmund. Am 17. Spieltag stand der Aufsteiger mit 14:20 Punkten auf dem 15. Platz. Am Rundenende stieg Fortuna gemeinsam mit Rot-Weiss Essen aus der Bundesliga ab. Hellingrath war in 30 Spielen im Einsatz gewesen und hatte ein Tor erzielt. Der Tabellenneunte, Hannover 96, verpflichtete den Verteidiger zur Runde 1967/68 und der Mann aus Neuss zog nach Hannover.
Trainer Horst Buhtz brachte seinen Neuzugang am ersten Spieltag, den 19. August 1967, beim 3:0-Heimerfolg gegen den 1. FC Köln sofort zum Einsatz. Buhtz wurde am 13. Februar 1968 durch Karl-Heinz Mülhausen abgelöst und die Niedersachsen kamen trotz Jupp Heynckes, Walter Rodekamp, Hans Siemensmeyer und Josip Skoblar nur auf den zehnten Rang. Hellingrath bestritt in der Abwehr 33 Spiele. Mit Zlatko Čajkovski sollte der Sprung in die Spitzengruppe gelingen. Das Ergebnis war 1969 der elfte Rang und am 8. Dezember 1969 die Entlassung von Čajkovski. Jetzt erlebte Hellingrath den Braunschweiger Meistermacher Helmuth Johannsen. Im ersten Jahr 1970/71 führte er die 96er auf den neunten Rang. Nach schlechtem Start in die Runde 1971/72 ereilte auch Johannsen zum 13. November 1971 die Kündigung. Nachfolger Hans Hipp rettete mit dem 16. Rang den Klassenerhalt. Vier Runden in Folge hatte „Jupp“ Hellingrath allen sportlichen Turbulenzen zum Trotz kein Spiel in der Bundesliga verpasst. Von 1968/69 bis 1971/72 hatte er alle 136 Ligaspiele für Hannover absolviert. Auch im sechsten Jahr in Hannover wurde wieder der Trainer abgelöst: Hannes Baldauf übernahm am 5. März 1973 das Amt von Hipp und wiederum glückte mit den 16. Rang die Rettung. Am letzten Spieltag, den 9. Juni 1973, gewann Hannover mit 4:0 Toren beim Wuppertaler SV und Braunschweig verlor zeitgleich das Heimspiel gegen Fortuna Düsseldorf und stieg aus der Bundesliga ab. Mit diesem Spiel verabschiedete sich Hellingrath aus der Bundesliga und wechselte zum TSV 1860 München in die Regionalliga Süd. Für Hannover hatte er von 1967 bis 1973 im Oberhaus 199 Spiele mit drei Toren absolviert.
In den drei Runden 1967/68 bis 1969/70 kamen auch noch neun Einsätze mit einem Treffer im Messe-Cup hinzu. Die ersten europäischen Erfahrungen sammelte er dabei gegen den SSC Neapel mit Jose Altafini und die beiden letzten Begegnungen bestritt er gegen Ajax Amsterdam mit deren Assen Johan Crujff, Barry Hulshoff, Ruud Krol und Gerrie Mühren.

### Ende der Laufbahn
Bei 1860 München bestritt der Routinier die ersten acht Spiele der Runde 1973/74 in der Regionalliga Süd unter Trainer Rudi Gutendorf. Am achten Spieltag, den 23. September 1973, zog er sich bei dem 2:1-Heimsieg gegen Hessen Kassel eine langwierige Verletzung zu und beendete danach seine Laufbahn. Am zweiten Spieltag, dem 15. August 1973, war das Heimspiel gegen den FC Augsburg mit dem Italienheimkehrer Helmut Haller im Olympiastadion mit 73.000 Zuschauern ausverkauft.
Nach dem Karriereende zog Hellingrath wieder in seine Heimatstadt Neuss zurück und führte bis 2014 das Lokal „Zum Libero“ am Omnibusbahnhof.
Jupp Hellingrath ist am 26. Januar 2021 nach langer schwerer Krankheit im Alter von 80 Jahren in Neuss verstorben.